# Dariusz Kupisz
Dariusz Maciej Kupisz (ur. 1966) – polski historyk, profesor Uniwersytetu Marii Curie-Skłodowskiej w Lublinie.

## Życiorys
W 1990 ukończył studia magisterskie na Uniwersytecie Marii Curie-Skłodowskiej w Lublinie. W 1999 uzyskał stopień doktora nauk humanistycznych na podstawie dysertacji Zbigniew Gorajski (1596-1655). Studium z dziejów szlachty protestanckiej w Małopolsce w pierwszej połowie XVII wieku; jej promotorem był prof. Henryk Gmiterek. Natomiast stopień doktora habilitowanego nauk humanistycznych otrzymał w 2008 na podstawie rozprawy pt. Wojska powiatowe samorządów Małopolski i Rusi Czerwonej w latach 1572-1717. W 2020 otrzymał tytuł profesora nauk humanistycznych.
Jest pracownikiem Katedry Historii XVI-XIX wieku i Europy Wschodniej Instytutu Historii UMCS.
Jego zainteresowania badawcze koncentrują się wokół historii wojskowości czasów staropolskich, dziejów rodów szlacheckich oraz problematyki administracji i gospodarki w XVI-XVIII w.
Wszedł w skład komitetu wspierającego kandydaturę Karola Nawrockiego na prezydenta RP w wyborach w 2025.

## Wybrane publikacje
- Wyprawy żołnierza łanowego w Koronie w czasach Jana Kazimierza, 2018, ISBN 978-83-7666-577-1
- Rody szlacheckie ziemi radomskiej, 2009, ISBN 978-83-88100-75-8
- Radom w czasach Jagiellonów 1386–1572, 2009, ISBN 978-83-7204-758-8
- Wojska powiatowe samorządów Małopolski i Rusi Czerwonej w latach 1572–1717, 2008, ISBN 978-83-227-2841-3
- Psków 1581–1582, 2006 i 2015; seria Historyczne bitwy
- Połock 1579, 2003 i 2014; seria Historyczne bitwy
- Smoleńsk 1632–1634, 2001 i 2017[3][5]; seria Historyczne bitwy

## Odznaczenia
- Srebrny Medal „Zasłużony dla Nauki Polskiej Sapientia et Veritas” (2023)[6]